# Arkesilaos (Böotien)
Arkesilaos (altgriechisch Ἀρκεσίλαος Arkesílaos) ist eine Gestalt der griechischen Mythologie.
Er ist der Sohn des Areïlykos oder Archilykos und Bruder des Prothoënor. Nach Hyginus ist er der Sohn des Lykos und der Theobule.
Im Trojanischen Krieg war er einer der Heerführer der Boiotier und wurde von Hektor getötet. Leïtos, ein anderer Führer, brachte den Leichnam nach Böotien zurück. In der Nähe der Stadt Lebadeia wurde Arkesilaos am Ufer des Flusses Herkyna ein Denkmal errichtet.